# James Herbert Brennan
James Herbert Brennan (5. července 1940, Irsko –  1. ledna 2024) byl irský spisovatel fantastické literatury.
Svou kariéru zahájil jako novinář ve věku 18 let. Když mu bylo 24 let, se stal nejmladším vydavatelem novin v Irsku. Od počátku své kariéry v literatuře jevil velký zájem o okultismus.
Jeho nejpozoruhodnější práce je Occult Reich, kterou publikoval v roce 1974, kde vyšetřuje nacistickou mystiku.

## Dílo